# Chogha Bonut
Chogha Bonut (Persiano Choghā bonut) è un sito archeologico nel sud-ovest dell'Iran, che si trova nel Khuzistan. Si ritiene che il sito sia stato abitato già nel 7200 a.C., il che lo rende il più antico villaggio di pianura nel sud-ovest dell'Iran.
Questo insediamento sulla Pianura Susiana ha svolto un ruolo importante nella prima civiltà Elam. Più tardi, questa zona venne dominata da Susa. L'importanza di questo sito risiede nel fatto che esso che conserva il record dell'insediamento del periodo preceramico in Iran.

## La scoperta
Il sito è stato scoperto per caso nel 1976, quando il tumulo era in procinto d'essere livellato per lo sviluppo agro-alimentare. Helene Kantor, mentre lavorava a Chogha Mish nelle vicinanze, si affrettò sul sito ricevendo il permesso di indagare.
Kantor è rimasta per due stagioni (1976/77 e 1977/78), ma non è stata in grado di tornare nel 1979 a causa della situazione politica. Abbas Alizadeh ha continuato le indagini sul sito nel 1996. Le sue ricerche sono state pubblicate nel 2003. Si tratta di uno dei pochi siti neolitici scavati dalla rivoluzione iraniana.

## L'insediamento
Sono documentate cinque fasi di occupazione del sito: 
1. fase Aceramica;
2. fase Formative Ceramica;
3. fase Arcaica Susiana (che include il primo periodo Susiano, ca. 5900 a.C.),
4. fase tardo media Susiana (ca. 5200 a.C.)
5. fase tardo Susiana. (ca. 4400-4000 a.C.)[6]